# Öxará

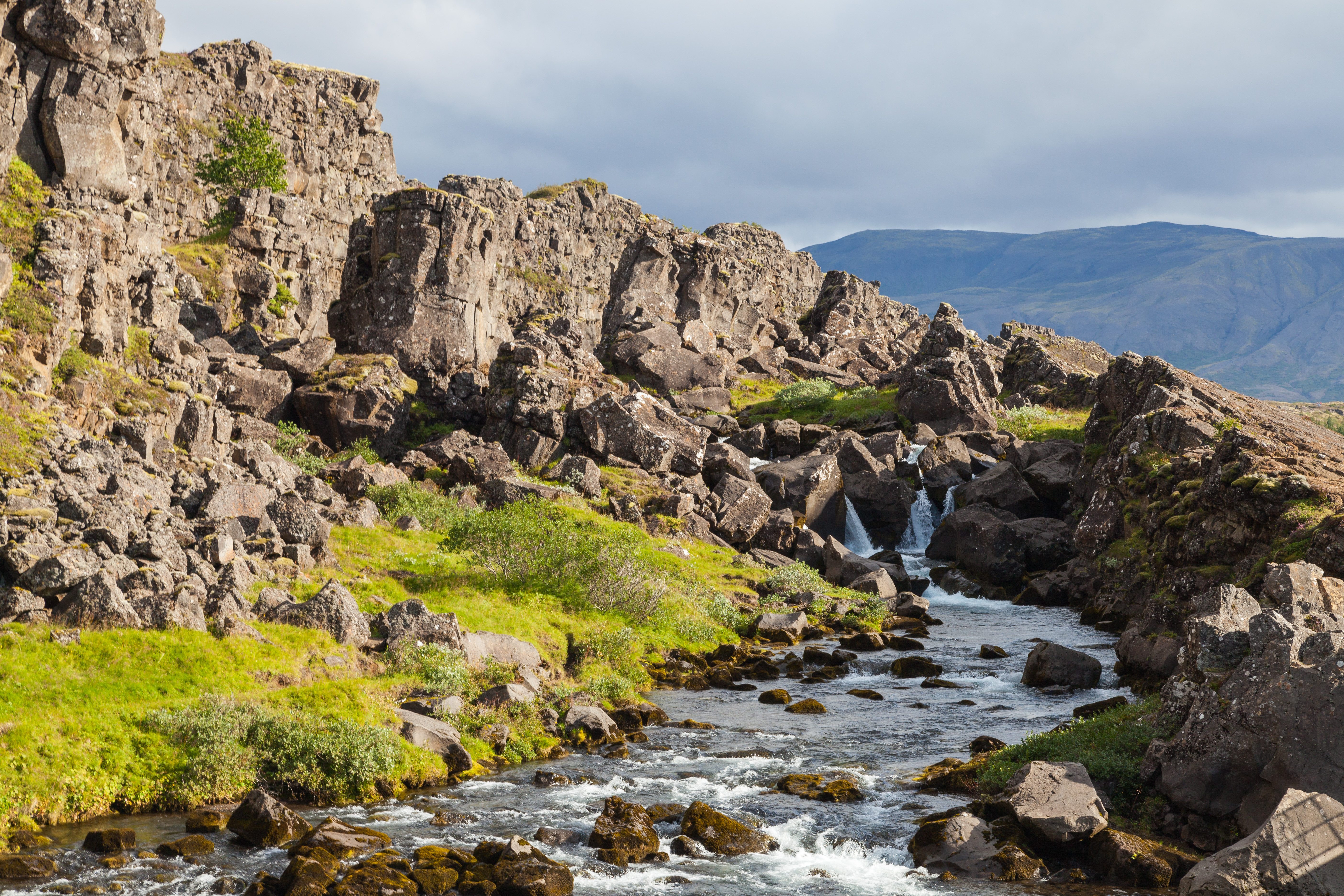
Rio Öxará em Thingvellir.

O rio Öxará (em islandês:  rio do Machado) é um rio localizado no Parque Nacional Þingvellir, na Islândia.